# Cantón de Saint-Jean-en-Royans
El cantón de Saint-Jean-en-Royans era una división administrativa francesa, que estaba situada en el departamento de Drôme y la región de Ródano-Alpes.

## Composición
El cantón estaba formado por doce comunas:
- Bouvante
- Échevis
- La Motte-Fanjas
- Léoncel
- Oriol-en-Royans
- Rochechinard
- Sainte-Eulalie-en-Royans
- Saint-Jean-en-Royans
- Saint-Laurent-en-Royans
- Saint-Martin-le-Colonel
- Saint-Nazaire-en-Royans
- Saint-Thomas-en-Royans

## Supresión del cantón de Saint-Jean-en-Royans
En aplicación del Decreto n.º 2014-191 de 20 de febrero de 2014, el cantón de Saint-Jean-en-Royans fue suprimido el 22 de marzo de 2015 y sus 12 comunas pasaron a formar parte del nuevo cantón de Vercors-Montes Matutinos.